# 5636 Jacobson
5636 Jacobson eller 1985 QN är en asteroid i huvudbältet som upptäcktes den 22 augusti 1985 av den amerikanske astronomen Edward L.G. Bowell vid Anderson Mesa Station. Den är uppkallad efter Robert A. Jacobson.
Asteroiden har en diameter på ungefär 7 kilometer.